# Grofovija Bregenz
Grofovija Bregenz spominje se u srednjem vijeku (pod ovim imenom) samo od 1043. do 1160. godine. Pripadala je posjedu Udalrichingera, koji ne samo da su imali glavno sjedište u Bregenzu, nego su također nosili i njegovo ime. Već u prvoj polovici 10. stoljeća grofovi Bregenza su stigli u Bregenz gdje su se počeli uspinjati u moći. Nakon 1160. grofovi Montforta-Bregenza su dio kuće Montforta, a zatim titulu grofova Bregenza nose Habsburgovci, a grofovija Bregenz postaje dio Prednje Austrije. Njezini su ostatci nakon restrukturiranja Carevine Austrije nakon Bečkog kongresa integrirani u grofoviju Tirol, te predstavljeni u regiji Vorarlbergu (1861. kao neovinsa "zemlja"). Titularna grofovija (carevinska grofovija prestala je postojati 1806.) trajala je do raspada Austro-Ugarske 1918. godine.